# 朱璇
朱璇（英語： ; 1987年4月4日—），香港女演員及主持，前香港無綫電視（TVB）經理人合約女藝員。

## 經歷
朱璇生於商人之家，父母曾長時間於法國從商，後回流北京並誕下她。朱璇13、14歲已在北京任兼職模特兒，16歲中學畢業後留學法國巴黎修讀高職三年學程學校戲劇表演肄業即因選美冠軍而加入TVB成為演員，於2007年代表巴黎參加歐洲華裔小姐競選，並且獲得冠軍。2008年，首位代表巴黎參選國際中華小姐的朱璇，以大熱身份奪得冠軍及青春小姐；同年她簽約無綫電視留港發展，所拍過的劇情有《隔離七日情》、《情越海岸線》等，不過大多擔任小三、情婦的角色，例如《隔離七日情》裡，她性感跨坐在黃宗澤身上激吻（页面存档备份，存于），在《情越海岸線》中，她扮演穿著半空性感裝扮色誘人夫張國強。因為在TVB發展受限，於是轉往內地發展。
2010年，朱璇憑《淚王子》獲得提名2010年香港電影金像獎及2010年亞洲電影大獎最佳新演員。
2013年憑多套2013年播出的劇集入圍《萬千星輝頒獎典禮2013》飛躍進步女藝員。
2014年憑《我們的天空》首次入圍《萬千星輝頒獎典禮2014》最佳女配角。
2015年離開無綫電視，結束與無綫電視7年之賓主關係，2016年才結束合約，同年轉投邵氏兄弟。《為食神探》為其在無綫電視的告別作。
2018年9月嫁予中國內地一名富二代Vincent，在比利時舉行婚宴。

## 爭議緋聞新聞
1、曾被報導深夜夜陪富豪（页面存档备份，存于）。
2、曾被報導TVB三花旦陪酒（页面存档备份，存于）。
3、曾被報導姣抱張國強人夫（页面存档备份，存于）摟抱樂易玲丈夫。
4、曾與湯珈鋮傳洗底待嫁豪門、與陳法拉前夫傳緋聞 （页面存档备份，存于）！5、被媒體報導，深陷陪酒醜聞的TVB花旦之一。

## 曾參選選美活動
- 2007年度歐洲華裔小姐競選
- 2008年度國際中華小姐競選

## 獎項
- 2007年度歐洲華裔小姐競選：冠軍
- 2008年度國際中華小姐競選：冠軍
- 2008年度國際中華小姐競選：青春小姐
- 第5屆香港電影導演會年度大獎 年度新晋演员(铜)《泪王子》

## 電視劇（無綫電視）
| 首播   | 劇名             | 角色                       |
| 2010年 | 天天天晴         | 爽                         |
| 2010年 | 囧探查過界       | 聶 冰（冰冰）              |
| 2011年 | 隔離七日情       | 姚 丹                      |
| 2011年 | 誰家灶頭無煙火   | 年素山（Susan）            |
| 2011年 | 紫禁驚雷         | 董鄂妃                     |
| 2011年 | 荃加福祿壽探案   | Lemon                      |
| 2012年 | 天與地           | 宋以朗女友                 |
| 2012年 | 東西宮略         | 靚 離                      |
| 2012年 | 愛·回家 (第一輯) | 岑水清                     |
| 2012年 | 造王者           | 蓉 蓉                      |
| 2013年 | 戀愛季節         | 邱 悠（YoYo）              |
| 2013年 | 女警愛作戰       | 藍愛愛                     |
| 2013年 | 仁心解碼II       | 杜慧敏（Katie）            |
| 2013年 | 情越海岸線       | 甘美琪（Maggie）           |
| 2013年 | 好心作怪         | Christina. J               |
| 2013年 | 衝上雲霄II       | Kate                       |
| 2014年 | 我們的天空       | 王美芬                     |
| 2015年 | 水髮胭脂         | 涂紫芊（Bella）              |
| 2015年 | 張保仔           | 烏素娜（五毒女皇）／甘美琪 |
| 2016年 | 為食神探         | 霍玲玲                     |

## 電視劇（其他）
| 首播   | 劇名         | 角色   |
| 2013年 | 廣告風雲     | 龐若琳 |
| 2015年 | 爸爸是條龍   | 沈歌   |
| 2019年 | 歸還世界給你 | 邵彥之 |
| 2021年 | 舒克與桃花   | 許曉惠 |

## 電影
| 首播   | 劇名            | 角色           |
| 2009年 | 淚王子          | 金皖平         |
| 2010年 | 抱抱俏佳人      | Fanny          |
| 2012年 | 第6誡           | 李良妻子       |
| 2015年 | 衝上雲霄        | Ｗinnie        |
| 2016年 | 使徒行者        | 刑事情報科探員 |
| 未上映 | The Bittersweet | -              |

## 音樂影片（無綫電視）
- 2008年：愛人與海，林峯
- 2012年：I'm Okay，林峯

## 主持（無綫電視）
- 2014年：3日2夜 （巴黎）

## 主持（TVB8）
- 2009年：理想潮楼